# Milano-Torino 1961
La Milano-Torino 1961, quarantasettesima edizione della corsa, si svolse l'11 marzo 1961 su un percorso di 201 km. La vittoria fu appannaggio dell'italiano Walter Martin, che completò il percorso in 4h27'00", precedendo i connazionali Angelo Conterno e Alessandro Fantini.

## Ordine d'arrivo (Top 10)
| Pos. | Corridore            | Squadra        | Tempo    |
| ---- | -------------------- | -------------- | -------- |
| 1    | Walter Martin        | Carpano        | 4h27'00" |
| 2    | Angelo Conterno      | Baratti-Milano | s.t.     |
| 3    | Alessandro Fantini   | Gazzola        | a 26"    |
| 4    | Martin Van Geneugden | Baratti-Milano | s.t.     |
| 5    | Dino Bruni           | Ignis          | s.t.     |
| 6    | Giuseppe Zorzi       | Torpado        | s.t.     |
| 7    | Pietro Musone        | Philco         | s.t.     |
| 8    | Michel Van Aerde     | Carpano        | s.t.     |
| 9    | Italo Mazzacurati    | Carpano        | s.t.     |
| 10   | Pierino Baffi        | Fides          | s.t.     |